# Oszkár Jászi

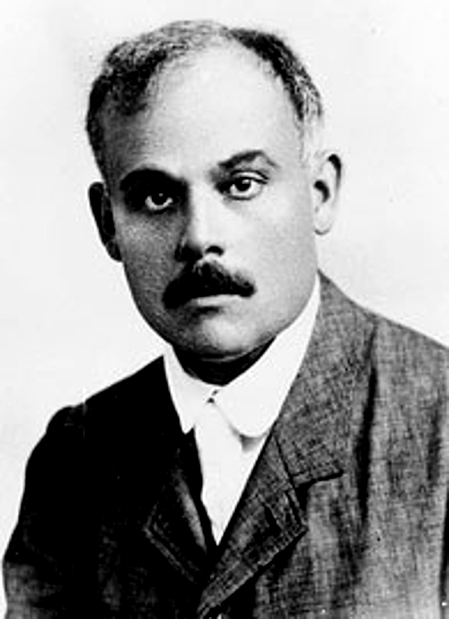
Oszkár Jászi (ohne Jahr)

Oszkár Jászi (* 2. März 1875 in Nagykároly, Österreich-Ungarn; † 13. Februar 1957 in Oberlin (Ohio), USA) war ein ungarischer Politiker und ungarisch-US-amerikanischer Soziologe.

## Leben
Jászi kam aus einer gebildeten Familie und studierte an Universitäten in Budapest, Frankreich und England. Nach seiner Rückkehr arbeitete er bis 1911 im Landwirtschaftsministerium der ungarischen Reichshälfte.
Jászi stand in engem freundschaftlichem Kontakt mit Ervin Szabó, war ein Freund und Förderer des Dichters Endre Ady und war von 1913 bis 1918 mit der Dichterin, Malerin und Zeichnerin Anna Lesznai verheiratet, sie hatten drei Söhne, darunter der spätere Germanist Andrew Jászi. Danach heiratete er Recha Rundt, die ehemalige Frau von Arthur Rundt. Jászi war Chefredakteur der Zeitschrift Huszadik század („Das 20. Jahrhundert“) und Vorsitzender der bürgerlichen Oppositionspartei Országos Radikális Párt. In der bürgerlich-demokratischen Asternrevolution 1918 gehörte er dem Ungarischen Nationalrat an. Unter dem Ministerpräsidenten Mihály Károlyi war er 1918/1919 Minister. Im Januar 1919 wurde er zum Professor der Soziologie an der Universität Budapest ernannt. Nach dem Ende der Räterepublik emigrierte er zunächst nach Wien und 1924 in die USA, wo er Soziologieprofessor am Oberlin College wurde.

## Schriften in deutscher Übersetzung
- Die Krise der ungarischen Verfassung. Eine Denkschrift. Budapest: Politzer, 1912. 25 S.
- Das Nationalitätenproblem. Haag: Nijhoff, 1916. 6 S.
- Der Zusammenbruch des Dualismus und die Zukunft der Donaustaaten. Wien: Manz, 1918. VI, 120 S.
- Magyariens Schuld, Ungarns Sühne. Revolution und Gegenrevolution in Ungarn. München: Verlag für Kulturpolitik, 1923. XV, 249 S.